# Tessa Solomon
Tessa Solomon (Willemstad, 12 januari 1979) is een Curaçaos voormalig zwemster gespecialiseerd in rugslagevenmenten. Ze nam eenmaal deel aan de Olympische Spelen.

## Carrière
Vanaf jonge leeftijd was Tessa Solomon actief in het zwemteam van Sithoc. Vanaf 1993 heeft zij een aantal nationale records gevestigd, waaronder in 1998:
- 100 meter rugslag in een tijd van 1:06.54
- 200 meter vrije slag in 2:13.16 op de Bulado International Invitational in Willemstad
- 400 meter vrije slag in 4:52.31
- 800 meter vrije slag in 10:06.05

Het duurde tot 2022 voordat de eerste twee records werden gebroken, terwijl de laatste twee een jaar eerder werden gebroken. Ze won brons op de 100 meter rugslag tijdens de Centraal-Amerikaanse en Caraïbische Spelen van 1998 in Maracaibo.
Tijdens haar studie in de Verenigde Staten was ze lid van het zwem- en duikteam Florida Atlantic Owls onder leiding van hoofdcoach Steve Eckelkamp. Ze studeerde af in bedrijfskunde aan de Florida Atlantic University in Boca Raton.
Solomon kwam namens de Nederlandse Antillen uit op de 100 meter rugslag tijdens de Olympische Zomerspelen van 2000 in Sydney.
Op de Pan-Amerikaanse Spelen in Winnipeg, Manitoba, Canada behaalde ze en FINA B-cut van 1:04.94.  Tijdens de tweede heat besloot Solomon de race te verlaten en zich om persoonlijke en gezondheidsredenen terug te trekken uit de competitie.